# Nikita Magaloff
Nikita Magaloff (en rus: Никита Магалов; Sant Petersburg, 21 de febrer [O.S. 8 de febrer, 1912 - Vevey (Suïssa), 26 de desembre de 1992) va ser un pianista georgià-rus.

## Biografia
Va néixer a Sant Petersburg en una família noble georgiana anomenada Maghalashvili. Magaloff i la seva família van abandonar Rússia el 1918 cap a Finlàndia. El seu interès musical, estimulat per primer cop per l'amic de la família Serguei Prokófiev, va estudiar amb Alexander Siloti abans d'anar a París, on va estudiar amb Isidor Philipp, director del departament de piano del Conservatori de París. Va comptar amb Ravel entre els seus amics d'allà, que, quan es va graduar el 1929, va dir:
| « | "Amb Magaloff neix un gran músic realment extraordinari". | » |

Va ser conegut sobretot pel seu compromís amb la música de Chopin i estava acostumat a interpretar les obres completes per a piano en sèries de sis recitals. Va ser el primer a gravar les obres completes de Chopin. Tot i que aquests enregistraments han estat criticats pel seu fracàs a l'hora d'explorar les profunditats de les obres de Chopin, van ser innovadors per la seva fidelitat textual i la seva manca de sentimentalisme. Magaloff, per exemple, va preferir i enregistrar les versions manuscrites del propi Chopin dels valsos en lloc de les versions familiars publicades pòstumament per Julian Fontana.
Si bé des dels anys vint fins als cinquanta, Magaloff va estar actiu a la sala de concerts i a l'estudi de gravació, la seva carrera semblava prendre vol després de 1960. Aquest ascens podria haver estat degut al cessament de la seva activitat docent: de 1949 a 1959. Però potser una part de l'èxit tardà de Magaloff va deure alguna cosa al canvi en el seu estil: va prendre més oportunitats, va mostrar més passió i va actuar, sens dubte, amb més esperit.
El 1949 es va fer càrrec de la classe magistral del seu amic i company Dinu Lipatti al Conservatori de Ginebra després que Lipatti es va posar massa malalt per ensenyar (Lipatti va morir l'any següent als 33 anys). Magaloff va continuar ensenyant regularment fins al 1960, quan les exigències de la seva carrera concertística van tenir prioritat, i va fer gires pels Estats Units, Amèrica del Sud, Japó, Israel, Sud-àfrica i per tot Europa, incloent Rússia i Escandinàvia. Encara va donar classes magistrals ocasionals i va participar en jurats en concursos internacionals de piano. El 1982 i el 1987 va formar part del jurat del "Concurs Internacional de Piano Paloma O'Shea" Santander.

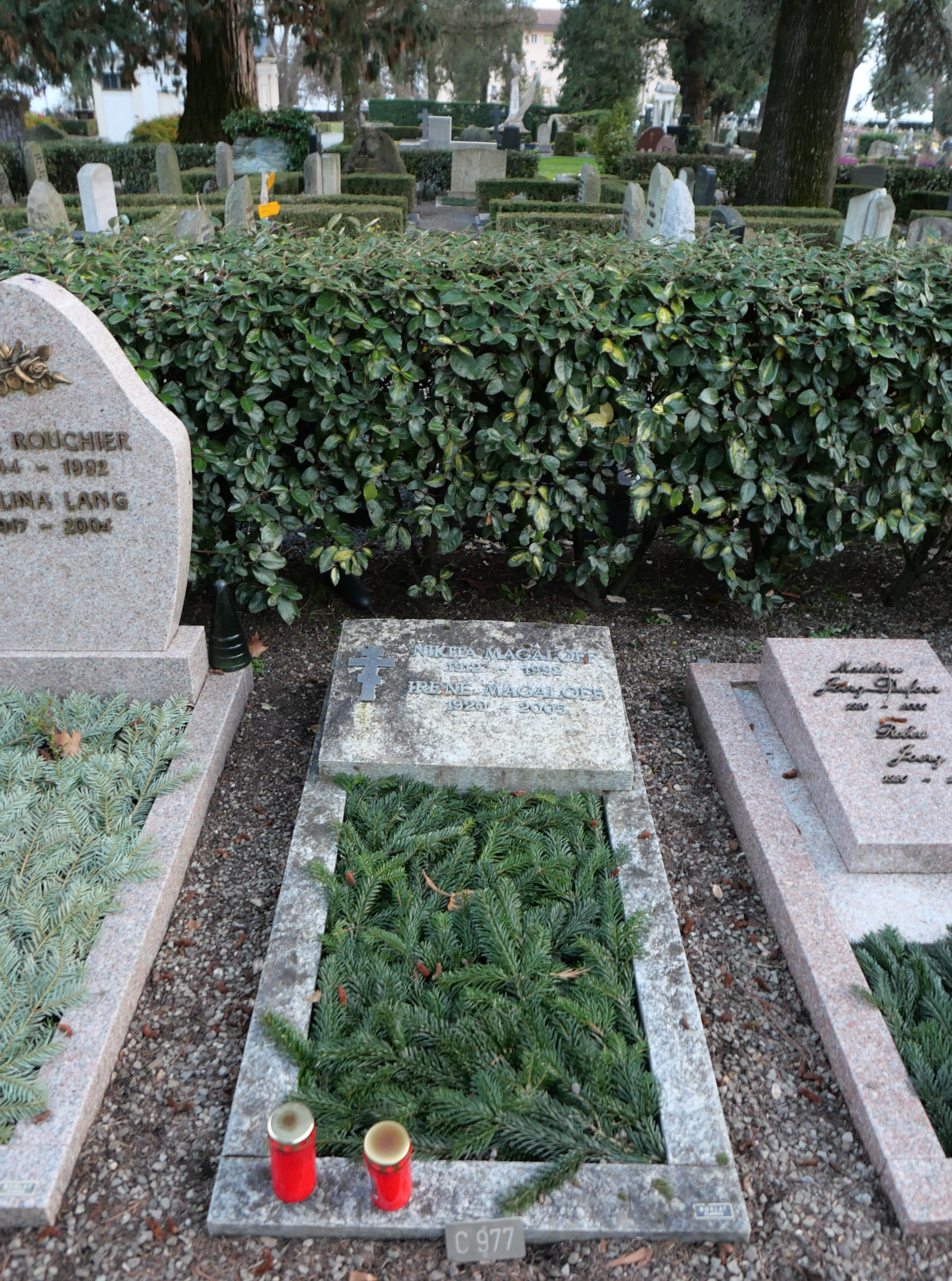
La tomba el 2024.

Entre els seus nombrosos alumnes hi havia les pianistes Martha Argerich, Maria Tipo, Ingrid Haebler i Valery Sigalevitch, i l'organista Lionel Rogg.
Nikita Magaloff estava casat amb Irene (1920-2005), la filla del violinista Joseph Szigeti amb qui havia establert la seva reputació internacional en concerts abans que la guerra interrompés la seva carrera.
Va morir a Vevey, Suïssa, el 26 de desembre de 1992. Magaloff va trobar el seu darrer lloc de descans al cementiri de Clarens-Montreux a pocs metres de la tomba de la seva sogra Wanda, de soltera Ostrowska (1895-1969), i del seu sogre Joseph Szigeti. La seva dona Irene va ser enterrada al seu costat.